# 오래영
오래영은 대한민국의 텔레비전 드라마 연출감독이다.

### 영화
- 2013년 영화 《담피소》 ... 주연
- 2015년 영화 《나비고기》 ... 감독
- 2017년 영화 《보일 때까지》 ... 각본&감독
- 2017년 영화 《인디펜던스 데이 (2017년 영화)|인디펜던스 데이]]》 ... 스크립터
- 2017년 영화 《어바웃 웨딩》 ... 제작팀
- 2017년 영화 《눈치》 ... 조연출 & 프로듀서
- 2018년 영화 《스윙키즈》 ... 단역 - 고정 친공 포로 역
- 2018년 영화 《나들이》 ... 조감독&주연 - 주유소 직원 역
- 2022년 영화 《커피가 가장 맛있는 온도》 ... 감독
- 2024년 영화 《카브리올레》 ... 연출부&조연 - 웨이터 역

### 드라마
- 2019년 6부작 웹 드라마  《구해줘! 감대리》 ... 감독
- 2021년 tvN 월화 미니시리즈 《너는 나의 봄》 ... 조연출
- 2022년 tvN 주말 미니시리즈 《스물다섯 스물하나》 ... 조연출
- 2023년 ENA & Genie 월화 미니시리즈 《마당이 있는 집》 ... 조연출
- 2024년 ENA & Genie 월화 미니시리즈 《나의 해리에게》 ... 공동연출